# 에이미 브레너먼
에이미 브레너먼(Amy Brenneman, 1964년 6월 22일~)은 미국의 배우, 제작자이다. 《뉴욕경찰 24시》(1993-94)와 《저징 에이미》(1999-2005)를 통해 프라임타임 에미상 후보에 다섯 차례 올랐다.

## 출연 작품

### 영화
- 히트 (1995)
- 꼬마 유령 캐스퍼 (1995)
- 페이탈 피어 (1996)
- 데이라잇 (1996)
- 그녀를 보기만 해도 알 수 있는 것 (2000)
- 나인 라이브즈 (2005)
- 제인 오스틴 북 클럽 (2007)
- 스위트 걸 (2021) - 다이애나 모건 역

### 텔레비전
- 뉴욕경찰 24시 (1993-94)
- 프레이저 (1998-99)
- 저징 에이미 (1999-2005)
- 프라이빗 프랙티스 (2007-13)
- 레프트오버 (2014-17)